# 신월야구공원
신월야구공원(新月野球公園)은 대한민국 서울특별시 양천구 신월동에 위치한 야구장이다. 2007년 11월 5일에 착공하여 2008년 6월 30일에 준공했다. 대통령기 전국대학야구대회와 KBA회장기 전국대학야구대회와 같은 대학야구 대회나 전국 생활체육 직장인 야구대회와 같은 사회인 야구 대회가 열린다.

## 주차 시설
- 주차장

수용대수 : 30대